# Children's Friend Society
La Children's Friend Society per "la prevenzione del vagabondaggio giovanile" attraverso la riforma e l'emigrazione dei bambini, fu fondata a Londra nel 1830 dal capitano Edward Pelham Brenton, insieme o sostenuto da ricchi filantropi e con la cooperazione del governo del Regno Unito.

## Storia
Il libro di Brenton del 1837, ''The Bible and Spade'' (''La Bibbia e la Vanga''), espone lo sfondo e gli obiettivi, citando storie e corrispondenza relative alle attività della società.
Il principale obiettivo della società era "recuperare e provvedere ai bambini vagabondi trovati nelle strade senza alcun mezzo di sussistenza se non chiedendo l'elemosina o rubando..." Questi bambini furono mandati nelle colonie britanniche, tra cui il Capo di Buona Speranza (Sudafrica), Canada, Mauritius e Australia.
Nel 1832 gruppi di bambini furono inviati nella Colonia del Capo in Sudafrica e nella Colonia del Fiume Swan in Australia, mentre negli anni successivi 230 bambini furono spediti a Toronto e nel Nuovo Brunswick, in Canada.
Annie MacPherson fondò nel 1869 un programma di migrazione infantile correlato, in base al quale più di 100.000 cosiddetti Home Children furono inviati dal Regno Unito in Australia, Canada, Nuova Zelanda e Sudafrica.